# Michał Kuna

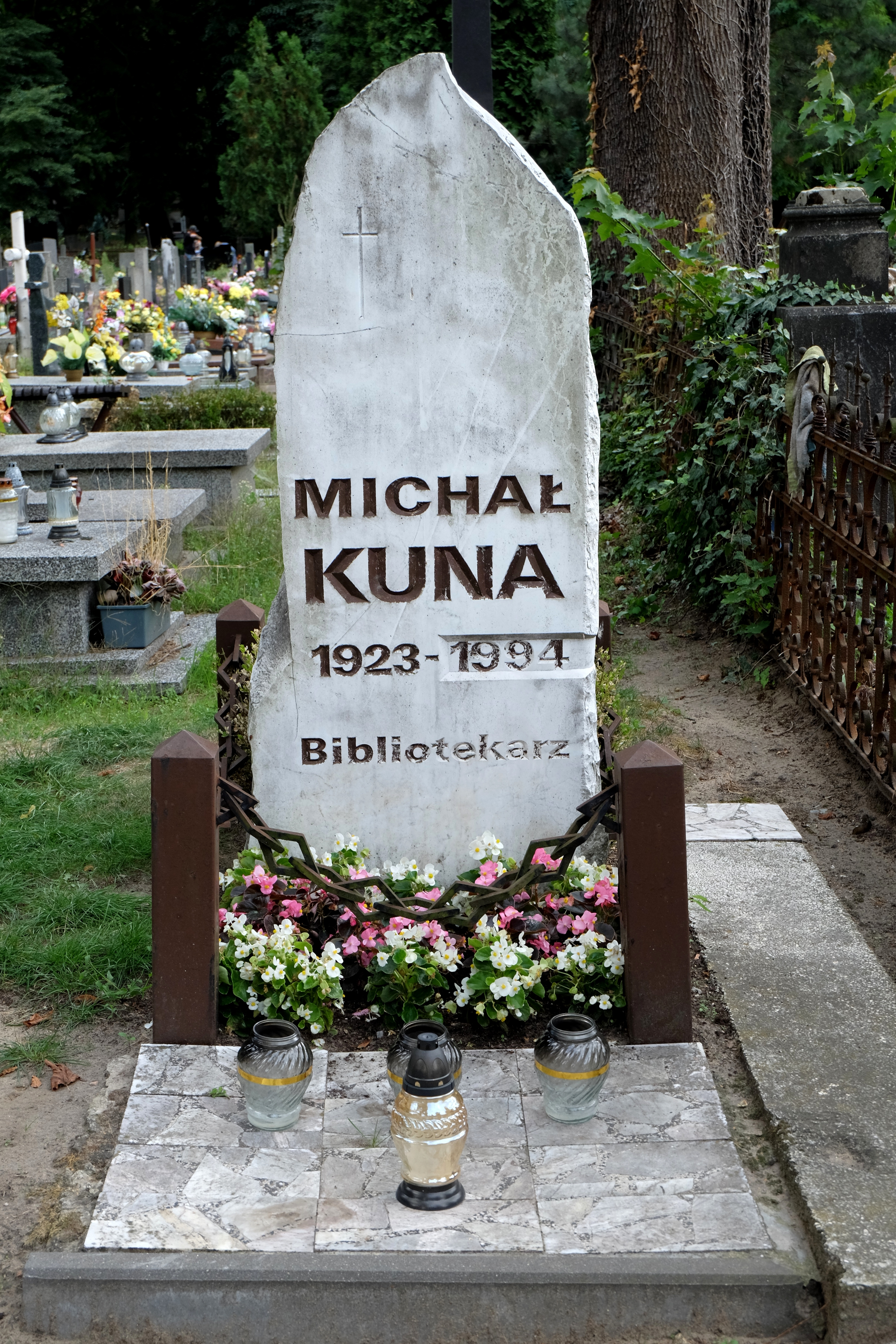
Grób Michała Kuny w części ewangelickiej Starego Cmentarza w Łodzi

Michał Kuna (ur. 13 września 1923 w Dąbiu, zm. 8 czerwca 1994 w Łodzi) – polski bibliotekarz, księgoznawca, bibliofil, edytor.

## Życiorys
Zatrudniony w Bibliotece Uniwersyteckiej w Łodzi od 1957 do 1984, w latach 1959-1973 i ponownie 1981-1983 pełnił funkcję wicedyrektora Biblioteki Uniwersyteckiej w Łodzi, był organizatorem i (od 1974) kierownikiem Oddziału Zbiorów Specjalnych. W 1965 brał udział w akcji „Ri-Be-Pol” przekazania części zbiorów berlińskiej Deutsche Staatsbibliothek.
Pochowany został na Starym Cmentarzu w Łodzi.

## Publikacje Michała Kuny (wybór)
- Stanisław Czernik: życie i twórczość: bibliografia. Ostrzeszów, 1972.
- Pani Apolonia czyli całe życie wśród książek. Łódź: Stowarzyszenie Bibliotekarzy Polskich, 1980.
- Pamięci Wacława Pryta. Łódź: Łódzkie Towarzystwo Przyjaciół Książki, 1979.
- Teatr Nowy w Łodzi 1949-1979, pod red. Stanisława Kaszyńskiego przy współpracy Krystyny Bobrowskiej i Michała Kuny. Łódź: Wydawnictwo Łódzkie, 1983.
- Wspomnienia – moje 35-lecie. [oprac. Jerzy Andrzejewski].  Łódź: Muzeum Książki Artystycznej, 2004.
- 20 lat Graficznej Pracowni Doświadczalnej Związku Polskich Artystów Plastyków w Łodzi – wystawa druków listopad 1980, Ośrodek Propagandy Sztuki, Łódź, Biuro Wystaw Artystycznych w Łodzi; {red. tekstów Michał Kuna). Łódź, 1980.
- Rękopiśmienne dedykacje z księgozbioru Stanisława Czernika; wybór i oprac. Michał Kuna. Łódź, 1975.
- Ekslibrisy z mojego zbioru. [oprac. tekstów Janusz Dunin, red. i oprac. całości Michał Kuna]. Łódź: Łódzkie Towarzystwo Przyjaciół Książki, Muzeum Historii Miasta Łodzi, 1979.
- Małe Formy Grafiki [katalogi wystaw: 1979, 1981, 1983]

## Odznaczenia
- Krzyż Kawalerski Orderu Odrodzenia Polski
- Medal Komisji Edukacji Narodowej
- Złoty Krzyż Zasługi
- Honorowa Odznaka Miasta Łodzi